# Schirndinger Pass
Der Schirndinger Pass ist ein 450 m ü. NHN hoher Talpass im Osten der Selb-Wunsiedler Hochfläche. Er liegt im Tal der Röslau zwischen Schirnding (Oberfranken) und Pomezí nad Ohří (Tschechien) auf deutschem Gebiet.

## Geographie
Nordöstlich von Schirnding befindet sich der als Schirndinger Pass bezeichnete Durchbruch der Röslau in das Egerbecken. Parallel dazu verlaufen die Bundesstraße 303 (E 48) und die Bahnstrecke Nürnberg–Cheb.
Die Röslau trennt hier den Selber Forst (bis 688 m ü. NHN) im Norden vom Kohlwald (bis 656 m n.m.) im Süden. Knapp nördlich davon bildet die Eger, deren Durchbruch ins Egerbecken zu eng für eine Passage ist, die Grenze zu Tschechien und nimmt kurz darauf die dort ebenfalls grenzbildende Röslau auf.

## Geschichte
Seit vielen Jahrhunderten wird die natürlich entstandene Ost-West-Verbindung, die landschaftliche Pforte entlang der Röslau, als Übergang vom Böhmischen Becken ins Fichtelgebirge und umgekehrt benutzt. Als erste einigermaßen geschichtlich fundierte Tatsache dürfte die Durchreise Karls des Großen anzunehmen sein.
Die bereits 1061 erwähnte Handelsstraße „Via que procedit de Egire“ von Nürnberg über Creußen nach Eger führte durch den Pass. Auch die alten Reichs-, Heeres- und Handelsstraßen von Frankfurt am Main über Kulmbach, Gefrees, Weißenstadt und Eger nach Prag zogen sich durch die enge Landschaft und prägten sie und ihre Bewohner.

## Bauwerke

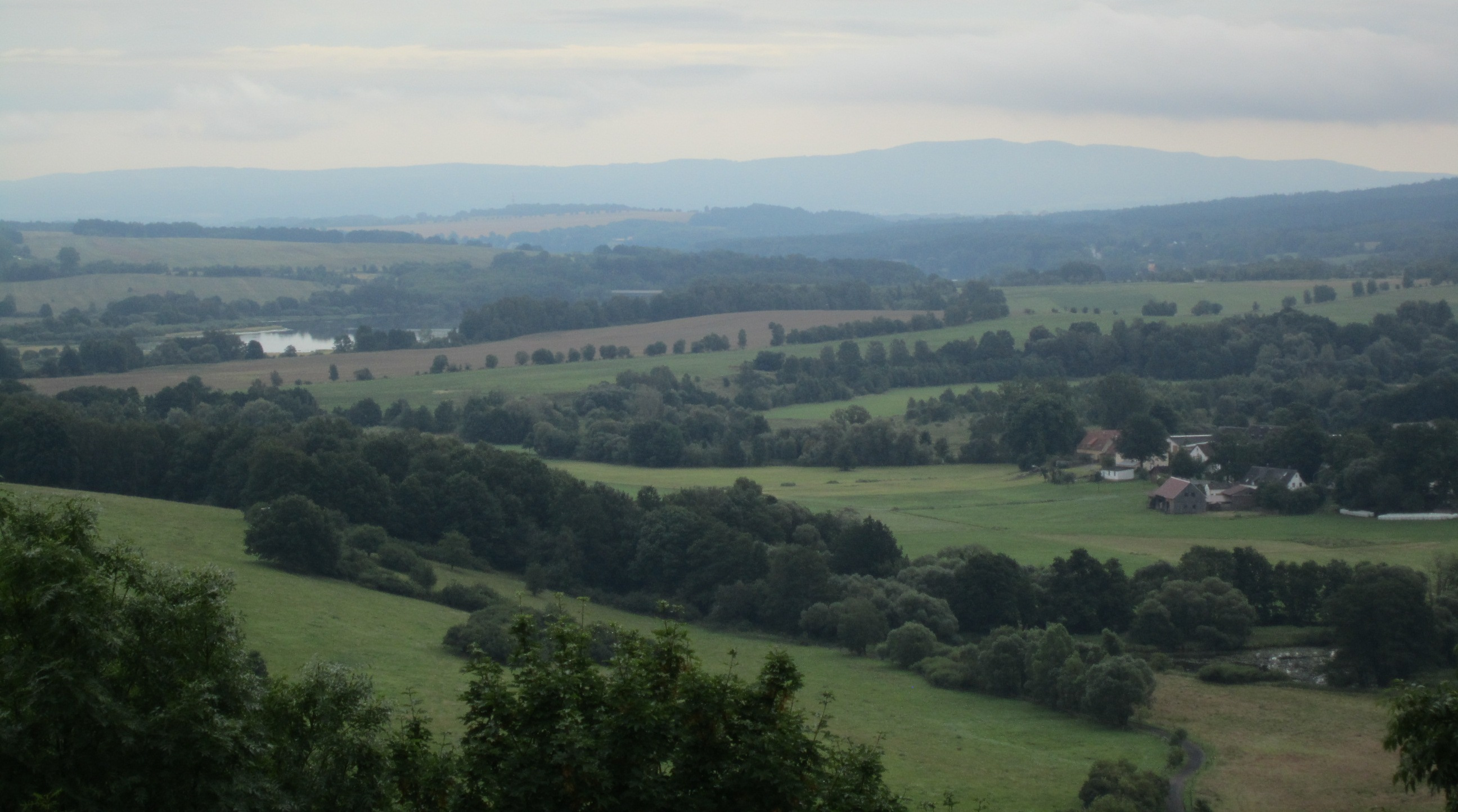
Blick von der Burg Hohenberg nach Osten in den ehemals böhmischen Anstieg zum Schirndinger Pass

An der vormaligen Grenze des Fürstentums Bayreuth zum Königreich Böhmen befand sich eine bedeutende Wehranlage, die Burg Hohenberg.
Sie steht auf einer 125 Meter über der Eger aufragenden Felskuppe am Rand des Ortszentrums der Stadt Hohenberg an der Eger. Die Burg ist heute Station der zwei Kilometer weiter südlich von Bayreuth nach Eger verlaufenden Burgenstraße. Die hoch über dem Egertal gelegene Burg war nach der Plassenburg ob Kulmbach die wichtigste Festung im hohenzollerischen Markgraftum Brandenburg-Kulmbach-Bayreuth und sicherte den einst verkehrstechnisch und strategisch wichtigen Pass von Schirnding.